# تشارلز ترافاليان
السير تشارلز أدوارد ترافاليان  (بالإنجليزية: Sir Charles Edward Trevelyan, 1st Baronet؛ 2 أبريل 1807 – 19 يونيو 1886) كان موظفا حكوميا بريطانيا ومديرا استعماريا. في شبابه، عمل في الحكومة الاستعمارية في مدينة كالكتا الهندية؛ في خمسينات وستينات القرن التاسع عشر، خدم هناك في مناصب عليا.

منذ قرن ونصف، ما زال الرأي العام بشأن ترافاليان منقسما. قيل إن:
البصمة الأكثر صمودا التي تركها ترافاليان على التاريخ قد تكون شعوره شبه الإبادي المعادي للإيرلنديين الذي أعرب عنه خلال فترة توليه لمنصبه الحاسم في توزيع إغاثة الطوارئ للملايين من الفلاحين الإيرلنديين المعانين من مجاعة أيرلندا الكبرى بصفته أمين مساعد الخزانة الملكية (1840-1859) تحت إدارة جون رسل من حزب الأحرار البريطاني.

على صعيد آخر، تفيد صفحة البيـبيـسي للشخصيات التاريخية إن:
أكثر مساهمته صمودا هي نشر تقرير عن «تنظيم الخدمة المدنية الدائمة». أدى هذا التقرير إلى تحويل الخدمة المدنية. قد كفل المقاييس التعليمية وامتحانات القبول التنافسية أن هيئة أكثر تأهلا من الخدام المدنيين تصير مدراء.
في ذروة المجاعة، كان ترافاليان يجر قدميه في صرف المساعدة المالية والغذائية الحكومية المباشرة إلى الإيرلانديين بسبب اعتقاده الحاد باقتصاديات عدم التدخل واليد الخفية للسوق. في رسالة إلى زميله الإيرلاندي، وصف المجاعة بأنها «جهاز فعال لتقليص عدد السكان الزائد» و«إحكام الله» وكتب أن «الشر الحقيقي الذي يتوجب علينا أن نكافحه ليس شر المجاعة المادي، إنما هو الشر المعنوي من طبيعة الناس الأناناية المنحرفة المضطربة.»
لم يعرب ترافاليان عن الندم على تعليقاته قط، حتى بعد انكشاف مدى مجاعة إيرلندا المخيف (تقريبا مليون نسمة). يقول أنصاره إن عواملَ أخرى غير ما فعله واعتقده ترافاليان شخصيا هي أقرب من محور المشكلة.